# Jorge Dávalos
Jorge Dávalos Mercado (nacido en Tala, Jalisco) también conocido como El Vikingo, es un futbolista y entrenador mexicano, que jugaba en la posición de mediocampista defensivo. Jugó toda su carrera, más de 14 años, con la Universidad de Guadalajara.
Se desempeñó como capitán de los Leones Negros por más de 12 años, guardando lealtad a la institución al retirarse dirigió a la Universidad de Guadalajara. De 1994 a 1996 fue director de Fuerzas Básicas de la U de G, y después pasó a trabajar con la Selección de fútbol de México Sub-20 en su primera etapa.
En 1998 llegó al Club Deportivo Guadalajara como director de Fuerzas Básicas del primer equipo, preparando a varios jóvenes que llegaron a ser partes fundamentales del primer equipo como Héctor Reynoso. En el Invierno 2001, fue nombrado técnico de Chivas en sustitución de Jesús Bracamontes, quien renunció al equipo después de su derrota en el Clásico ante América. En su corto tiempo como entrenador logró debutar a Omar Bravo el 17 de febrero del 2001 ante los Tigres.
En total dirigió tres encuentros en el Guadalajara, cosechando dos empates y una derrota. El primer encuentro fue ante Tigres en Monterrey, consiguiendo un empate de 0-0, después enfrentarían a los Pumas de la UNAM consiguiendo otro empate a 0 en Guadalajara, y su último partido sería el 3 de marzo de 2001 en Celaya, frente al Atlético Celaya en donde se dio la única derrota por marcador de 3-2. Fue sustituido por Oscar Ruggeri.
En 2002 dirigió a las Fuerzas Básicas del Club Atlas, para después coordinar nuevamente la selección Sub-20 en su segunda etapa. Después llegaría a Necaxa como Director de Fuerzas Básicas en 2004, cargo que desempeñó hasta 2007, cuando se une al equipo de Club Santos Laguna. 

## Selección nacional
Con la Selección de fútbol de México debuta el 8 de febrero de 1979, pero ya había participado antes con selecciones menores, como en la Copa Mundial de Fútbol Juvenil de 1977 donde obtuvo el subcampeonato con México. Con la selección mayor disputó torneos internacionales como la Copa Oro de 1991.

### Participaciones en Copas del Mundo
| Mundial                                | Sede            | Resultado  |
| -------------------------------------- | --------------- | ---------- |
| Copa Mundial de Fútbol Juvenil de 1977 | Unión Soviética | Subcampeón |